# Betty Legler
Elsbeth «Betty» Legler Thomsen (* 18. November 1961 in Linthal GL) ist eine Schweizer Sängerin und Songwriterin.

## Biographie
Leglers erstes Album erschien 1981 (Betty Legler) und erreichte Gold-Status in der Schweiz. Auszeichnungen als bestes Album, beste Newcomerin und Sängerin des Jahres folgten. Ihr zweites Album (Signs) 1982 verband sie mit einer Europa-Tour und Konzerten mit Chris de Burgh und Fats Domino. Gleichzeitig erhielt sie diverse Gold-, Silber- und Bronze-Auszeichnungen der Zeitschrift Pop Rocky und eine Nominierung für den Prix Walo. Legler arbeitete mit diversen Produzenten wie Robert Ponger (Falco), George Acogny (Peter Gabriel) oder Musikern wie Manu Katché (Drums), Pino Palladino (Bass), Peter Vetesse (Keyboards) sowie den Produzenten von Annie Lennox oder Cutting Crew.
1994 veröffentlicht Betty Legler ihr erstes unabhängiges Album Betty Legler Special Edition, das ohne die üblichen Vertriebskanäle über den Handel, sondern lediglich über Mundpropaganda ausverkauft wurde. 1995 gründet sie eine eigene Produktionsgesellschaft und veröffentlicht darauf 1995 die Alben BlessingCurse und BlessingCurse Special Edition, 1999 Humanaut Live Special Edition, 2000 Humanaut Live. Von 1995 bis 2000 war Betty Legler Mitglied des Stiftungsrates der Pro Helvetia.
2001 bekam Betty Legler eine Tochter und lebte mit ihrem Mann Lars Thomsen (Zukunftsforscher) in Zürich und München. Legler pausierte zunächst und war bis 2004 lediglich in einigen Projekten befreundeter Künstler aktiv. In dieser Zeit etabliert sich eine feste Zusammenarbeit mit Hans Kennel und Mytha im Bereich Alpine Weltmusik. 2004 wurde Betty Legler für ein Jahr Mitglied der Verwaltung der SUISA (schweizerische Genossenschaft für die Rechte der Urheber und Verleger musikalischer Werke).
2005 erschien die erste CD für Kinder – ein Märchen und Kinderlieder über den Zwerg Murrlibutz. Ein weiteres Projekt, an dem Betty Legler gemeinsam mit anderen Schweizer «Stars for kids» mitgearbeitet hat, war eine Fundraising-CD der UNICEF Schweiz und Liechtenstein für AIDS-Waisen in Ruanda, Pack en Sunnestrahl. Zwei Monate nach ihrer Veröffentlichung erreichte die CD Gold-Status in der Schweiz.
| Personendaten    | Personendaten                             |
| ---------------- | ----------------------------------------- |
| NAME             | Legler, Betty                             |
| ALTERNATIVNAMEN  | Legler Thomsen, Elsbeth (wirklicher Name) |
| KURZBESCHREIBUNG | Schweizer Sängerin und Songwriterin       |
| GEBURTSDATUM     | 18. November 1961                         |
| GEBURTSORT       | Linthal GL                                |